# Старі Атаги
Старі Атаги (рос. Старые Атаги) — село у Урус-Мартановському районі Чечні Російської Федерації.
Населення становить 12 494 осіб (2019). Входить до складу муніципального утворення Старо-Атагинське сільське поселення.

## Історія
Згідно із законом від 14 липня 2008 року органом місцевого самоврядування є Старо-Атагинське сільське поселення.

## Населення
| 1939    | 1959    | 1970    | 1979    | 1990    | 2002    | 2010    |
| ------- | ------- | ------- | ------- | ------- | ------- | ------- |
| 4990    | ↗5041   | ↗7935   | ↗8444   | ↗9076   | ↗10 161 | ↗10 884 |
| 2012    | 2013    | 2014    | 2015    | 2016    | 2017    | 2018    |
| ↗11 100 | ↗11 249 | ↗11 457 | ↗11 625 | ↗11 887 | ↗12 092 | ↗12 311 |
| 2019    |         |         |         |         |         |         |
| ↗12 494 |         |         |         |         |         |         |

## Мешканці
В селі народилися:
- Алієва Тамара Шугаїпівна (1924—1987) — чечерська радянська актриса.
- Есамбаєв Махмуд Алісултанович (1924—2000) — чеченський радянський артист балету, естрадний танцівник, актор.
- Хамідов Абдул-Хамід Хамідович (1920—1969) — чеченський радянський актор, режисер, драматург.